# Nikol Sajdová
Nikol Sajdová est une ancienne joueuse volley-ball tchèque, née le 20 juillet 1988 à Bílovec. Elle mesure 1,86 m et jouait au poste de centrale. Elle a mis un terme à sa carrière de volleyeuse professionnelle en avril 2019. 

## Clubs
| Club                  | De        | À         |
| --------------------- | --------- | --------- |
| VK Prostějov          | 2007-2008 | 2008-2009 |
| SK UP Olomouc         | 2009-2010 | 2009-2010 |
| VK TU Liberec         | 2010-2011 | 2010-2011 |
| SC Potsdam            | 2011-2012 | 2013-2014 |
| Rote Raben Vilsbiburg | 2014-2015 | 2015-2016 |
| SK UP Olomouc         | 2016-2017 | 2018-2019 |

## Palmarès

### Équipe nationale
- Ligue européenne
  - Vainqueur : 2012.

### Clubs
- Championnat de République tchèque
  - Vainqueur : 2009, 2019.
  - Finaliste : 2017, 2018.
- Coupe de République tchèque
  - Vainqueur : 2008, 2009, 2017, 2019.
  - Finaliste : 2018.